# 王玉文
王玉文（1948年1月—2023年2月26日），男，汉族，辽宁辽阳人，中国摄影家，中国摄影家协会原副主席、顾问，辽宁省文学艺术界联合会原副主席。

## 延伸阅读
[在维基数据编辑]